# Henry Denker
Pour les articles homonymes, voir Denker.
Henry Denker, né le 25 novembre 1912 à New York, et mort le 15 mai 2012 à Manhattan à 99 ans, est un romancier, dramaturge et scénariste américain.

## Biographie
Denker est admis au barreau de New York en 1935, au plus fort de la crise économique. Il abandonne rapidement la pratique du droit pour se mettre à écrire. Sa formation se retrouve souvent dans ses œuvres. Durant sa brève carrière juridique, il obtint un jugement favorable dans une affaire d'indemnité du travail, qui selon lui reconnaissait pour la première fois qu'un traumatisme physique pouvait être à l'origine d'une maladie mentale.
Denker a été marié pendant 61 ans à Edith Heckman, qui était son infirmière alors qu'il était hospitalisé à l'hôpital du Mont Sinaï de New York.
Denker est le créateur et le scénariste de ce qu'il affirme être la première série télévisée jamais produite False Witness (Faux témoin) sur NBC-TV en 1939. Malgré son succès, la série est interrompue lorsque la télévision fut utilisée comme support pédagogique pour la formation à grande échelle des îlotiers pour les raids aériens, en vue de l'entrée en guerre des États-Unis.
Denker commence alors à écrire pour la radio, avec trois programmes pour le Columbia Workshop de Radio CBS : Me? I Drive a Hack avec Richard Widmark, Emile, the Seal un conte, et Laughter for the Leader, une pièce politique pour laquelle CBS interdit, sans explication, que le personnage d'Hitler s'y exprime avec un accent allemand. Pendant la Seconde Guerre mondiale, Denker travaille comme rédacteur au desk anglais du service Communication du ministère de la guerre.
En 1945, il commence une carrière d'écrivain à plein temps en tant qu'auteur du Radio Reader's Digest chez CBS. Un de ses textes, affirme-t-il, est le premier à traiter d'une transplantation physique, nommément une greffe de cornée en vue de faire recouvrer la vue.
En 1947, Denker rédige le premier scénario pour la série radiophonique religieuse La Plus Grande Histoire jamais contée, dont la première saison remporte notamment le prix Peabody, le prix Christopher, le prix CCNY du meilleur programme de l'année, le prix Variety de l'année 1947. Il écrit tous les textes de la série, qui est diffusée de 1947 à 1957.
Plus tard, il écrit pour la télévision la première dramatique, produite par David Susskind, consacrée à une transplantation cardiaque, The Choice (Le Choix) qui décrit avec des années d'avance les difficultés des patients en attente d'organes en nombre insuffisant. Parmi les acteurs figurent Melvyn Douglas, George Grizzard et Frank Langella. Le programme comprend des images d'une authentique opération réalisée par Dr Michael E. DeBakey, et d'après Denker, CBS n'en autorise que 30 secondes, de peur que les spectateurs ne fuient leurs postes à la vue d'un cœur en train de battre dans une cage thoracique ouverte.
Auteur établi dans les domaines de la radio et de la télévision, Denker s'essaie au théâtre qu'il décrit comme « son premier amour ». Puis il commence à écrire à écrire des romans. Des 34 romans qu'il écrit, 17 ont été publiés en romans condensés dans la Sélection du Reader's Digest, plus qu'aucun autre auteur.
Six de ses pièces de théâtre ont été montées à Broadway, deux au Kennedy Center de Washington, D.C., et deux autres sur d'autres scènes.

## Œuvres traduites en français

### Romans
- À cœur ouvert, France Loisirs, 1991
- Alerte en neurologie, Presses de la Cité, 1983, 236 p.
- Cet enfant est le nôtre, Presses de la Cité, 1997, 404 p.
- Combat pour la vie, Presses de la Cité, 1997, 345 p.
- Dr Christine Warfield
- Elvira. Le Roman d'une adoption impossible, Pocket, 1999, 540 p.
- Faux diagnostic, Presses de la Cité, 1980, 270 p.
- Hôpital de la montagne, Presses de la Cité, 1986, 285 p.
- Hôpital de l'espoir, Pocket, 1999, 414 p.
- Inavouable amour, France Loisirs, 2001, 458 p.
- La Justice en procès, Presses de la Cité, 1984, 250 p.
- Le Choix du docteur Duncan, Presses de la Cité, 1989, 296 p.
- Le Patient du docteur Scott, Pocket, 2000, 350 p.
- Le Procès du docteur Forrester, Presses de la Cité, 1993, 371 p.
- Le Secret du docteur Scofield, Pocket, 1983, 306 p.
- L'Enfant qui voulait mourir, Pocket, 1991, 316 p.
- L'Expérience, Presses de la Cité, 1977, 249 p.
- L'Infirmière, France Loisirs, 1996, 300 p.
- Mustang
- Une Famille pour Kathy, Presses de la Cité, 1999, 372 p.
- Urgence pour le docteur Grant, Robert Laffont, 1976, 317 p.

### Théâtre
- Le Fil rouge, Paris, Théâtre du Gymnase, saison 1962-1963
- Un grand avocat, Paris, Théâtre Mogador, saison 1982-1983